# Piero Schivazappa
Piero Schivazappa (Colorno, 14 aprile 1935 – Roma, 10 dicembre 2017) è stato un regista e sceneggiatore italiano.

## Biografia
Ha firmato la regia di numerosi sceneggiati televisivi e film TV, nei quali ha diretto, tra gli altri, Mariangela Melato, Philippe Leroy, Arnoldo Foà e Giuliana De Sio. Ha collaborato con Franco Rossi e Mario Bava, nel 1968, alla regia di uno degli sceneggiati televisivi italiani di maggior successo, Odissea, con Bekim Fehmiu e Irene Papas e ha diretto un altro sceneggiato, Dov'è Anna?, nel 1976. Nel 1986 Schivazappa ha diretto Serena Grandi nel dramma erotico La signora della notte, prodotto da Giovanni Bertolucci.

## Vita privata
Era sposato con Scilla Gabel, attrice da lui diretta in numerosi lavori televisivi. La coppia ebbe un figlio, Emiliano.

## Filmografia

### Regista

#### Cinema
- Sangue a Parma (1962)
- Femina ridens (1969)
- Crepa padrone, crepa tranquillo con Jacques Deray (1970)
- Incontro (1971)
- Una sera c'incontrammo (1975)
- La signora della notte (1986)

#### Televisione
- Vita di Cavour – miniserie TV (1967)
- Il processo di Savona – film TV (1967)
- Odissea – miniserie TV (1968)
- Johnny Belinda – miniserie TV (1969)
- Vino e pane – miniserie TV (1973)
- Boezio e il suo re – film TV (1974)
- Processo al generale Baratieri per la sconfitta di Adua – miniserie TV (1974)
- Dov'è Anna? – miniserie TV (1976)
- Il garofano rosso – miniserie TV (1976)
- Gli occhi del drago – miniserie TV (1977)
- Dopo un lungo silenzio – miniserie TV (1978)
- L'esclusa – miniserie TV (1980)
- La Medea di Porta Medina – miniserie TV (1981)
- Un eroe del nostro tempo – miniserie TV (1982)
- Quer pasticciaccio brutto de via Merulana – miniserie TV (1983)
- Festa di Capodanno – miniserie TV (1988)
- Il prato delle volpi – miniserie TV (1990)
- Un amore americano – film TV (1994)

### Aiuto regista
- La ragazza con la valigia, regia di Valerio Zurlini (1961)
- L'oro di Roma, regia di Carlo Lizzani (1961)
- I fratelli Corsi, regia di Anton Giulio Majano (1961)
- Cronaca familiare, regia di Valerio Zurlini (1962)